# Cupang
Cupang is een bestuurslaag in het regentschap Cirebon van de provincie West-Java, Indonesië. Cupang telt 2518 inwoners (volkstelling 2010).